# Прудки-2
Прудки-2 — упразднённая деревня в Починковском районе Смоленской области России. Входила в состав Прудковского сельского поселения. В 2024 году включена в состав деревни Прудки.

## География
Расположена в центральной части области в 3,5 км к западу от Починка, в 0,1 км западнее автодороги А141 Орёл — Витебск. В 4,5 км восточнее деревни расположена железнодорожная станция Починок на линии Смоленск — Рославль.

## История
В годы Великой Отечественной войны деревня была оккупирована гитлеровскими войсками в июле 1941 года, освобождена в сентябре 1943 года.